# Břehyňská průrva
Břehyňská průrva (německy Heidemühler Schlucken nebo též Heideteich-Schlucken) je umělý kanál, vytesaný v pískovcové skále, kterým byla přiváděna voda z Břehyňského rybníka do náhonu Břehyňského mlýna. Mlýnský náhon s hrází, který se nachází v Břehyni, části města Doksy v okrese Česká Lípa v Libereckém kraji, je chráněný jako kulturní památka České republiky. Tato historická technická a kulturní památka je zároveň součástí cenné přírodní lokality, národní přírodní rezervace Břehyně – Pecopala, a současně i severní části Chráněné krajinné oblasti Kokořínsko – Máchův kraj a Evropsky významné lokality Jestřebsko - Dokesko.

## Historie
Vznik rybniční soustavy, která mj. zahrnuje velké vodní plochy, jako je Břehyňský rybník, Velký rybník (německy Großteich – nový název Máchovo jezero se začal postupně prosazovat teprve v dobách tzv. první republiky a oficiálně byl zaveden až ve druhé polovině 20. století) či Novozámecký rybník, se obvykle datuje do doby vlády Karla IV. ve 14. století, avšak podle některých zdrojů byly rybníky v této lokalitě budovány již v době nejstarší fáze výstavby královského hradu Bezdězu, tj. ve druhé polovině 13. století.
Zaniklý Břehyňský mlýn, k němuž vedl náhon, je spolu s vesnicí Břehyně poprvé písemné připomínán v roce 1460 v listině krále Jiřího z Poděbrad. Je však pravděpodobné, že tento mlýn, který byl v majetku města Doks, ve skutečnosti zde existoval již před husitskými válkami. V průběhu 18. století u náhonu  postupně vznikl areál s mlýnem, pilou, bělidlem a barvírnou plátna. V roce 1803 zde byla vybudována kartounka, přičemž zároveň bylo stanoveno, že podmínkou provozu barvírny je vytvoření nádrže, v níž by bylo zachycováno použité barvivo.
V roce 1945 byl veškerý majetek místního panství Valdštejnů zkonfiskován, starý mlýn, celoroubená patrová stavba s mansardovou střechou, byl zbořen patrně po roce 1953. Zaniklý mlýn, z něhož zůstala jen podezdívka z pískovcových kvádrů, stával na parcele č. 2885/1 v katastrálním území Doksy u Máchova jezera. Z celého areálu se do 21. století dochovala pouze zděná patrová budova pily čp. 265 (původně objekt kartounky a barvírny), která byla po roce 1989 privatizována a postupně rekonstruována.

## Popis
Břehyňská průrva leží asi 1,7 km vzdušnou čarou od nejvýchodnějšího výběžku Máchova jezera (součást národní přírodní památky Swamp) a přibližně stejná vzdálenost ji děli od severovýchodního okraje zástavby města Doks. Kanál, vytesaný ve skále, se nachází v jižní části hráze Břehyňského rybnika, kterou zde tvoří žíla magmatické horniny, konkrétně sodalitický trachyt. Severní část hráze byla uměle dosypána. Koruna 140 metrů dlouhé hráze rybníkaje zhruba pět metrů široká a lemují jí mohutné duby a kaštany.
Průrva, dlouhá zhruba 30 metrů, 4 metry široká a hluboká 5 metrů, v nejhlubší části až 8 metrů, prochází piskovcovým masívem, který je místy protkaný žílou tefrofonolitu. Ve spodní části kanálu jsou kolmé skalní stěny pečlivě přisekány a odraženy mělkou skalní lavicí. S hrází svírá kanál ostrý úhel, napřed směřuje vlevo a asi v polovině své délky se obrací doprava. Průrva je v místech, kde nad ní prochází silnice č. II/270, ukončena skalní stěnou. Na konci se voda z průrvy dělila do dvou náhonů pro mlýn a pilu, respektive pro kartounku, přičemž po jižním, mlýnském náhonu, zůstaly jen určité stopy v terénu. Stavidla u výpustě z rybníka, která byla původně dřevěná, byla v roce 1964 nahrazená železobetonovou konstrukcí. Pod stavidly poblíž výpustě je na skále zřetelně vytesaný nápis „Werner“.

## Galerie

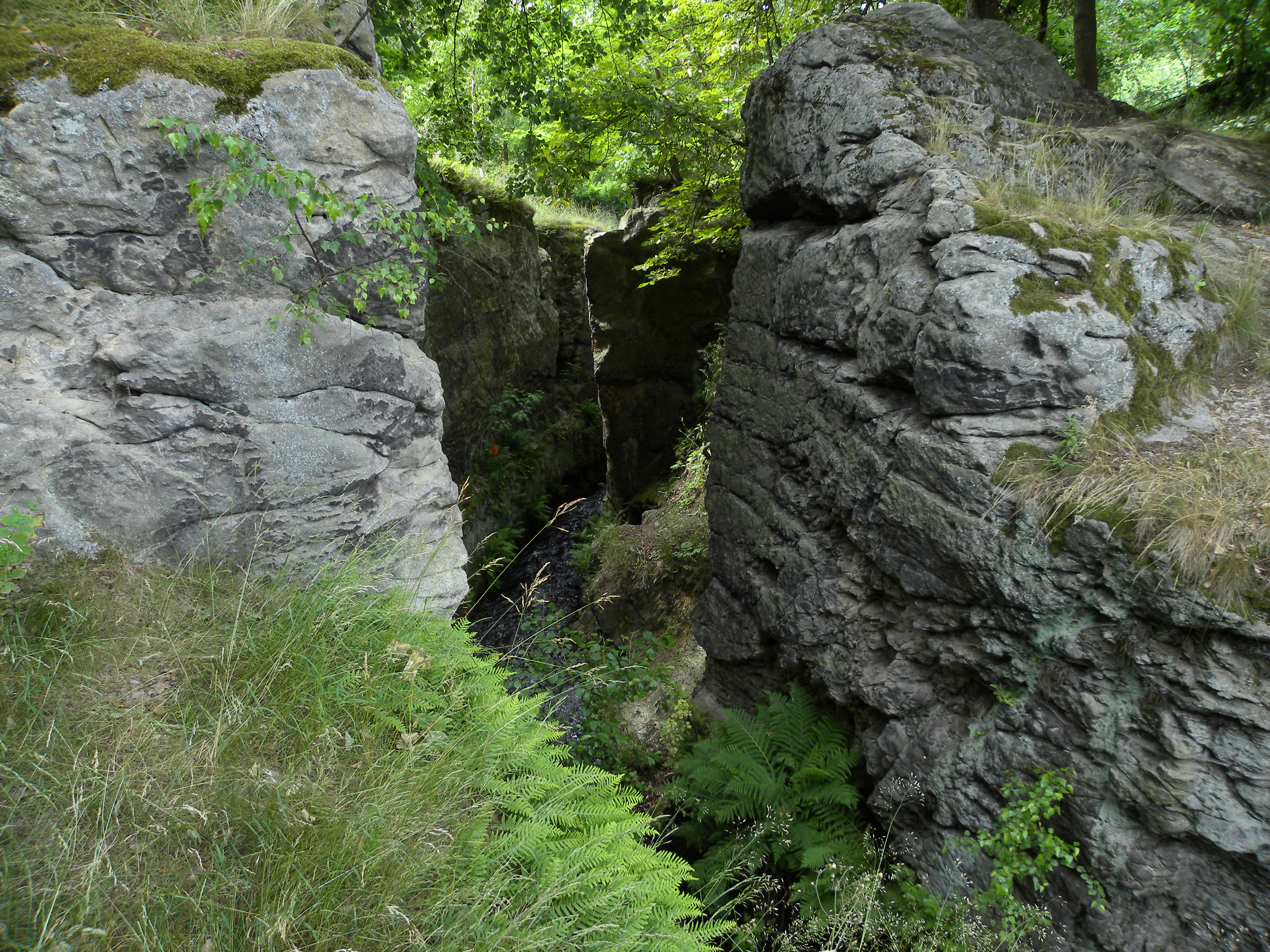
Průrva vytesaná ve skále
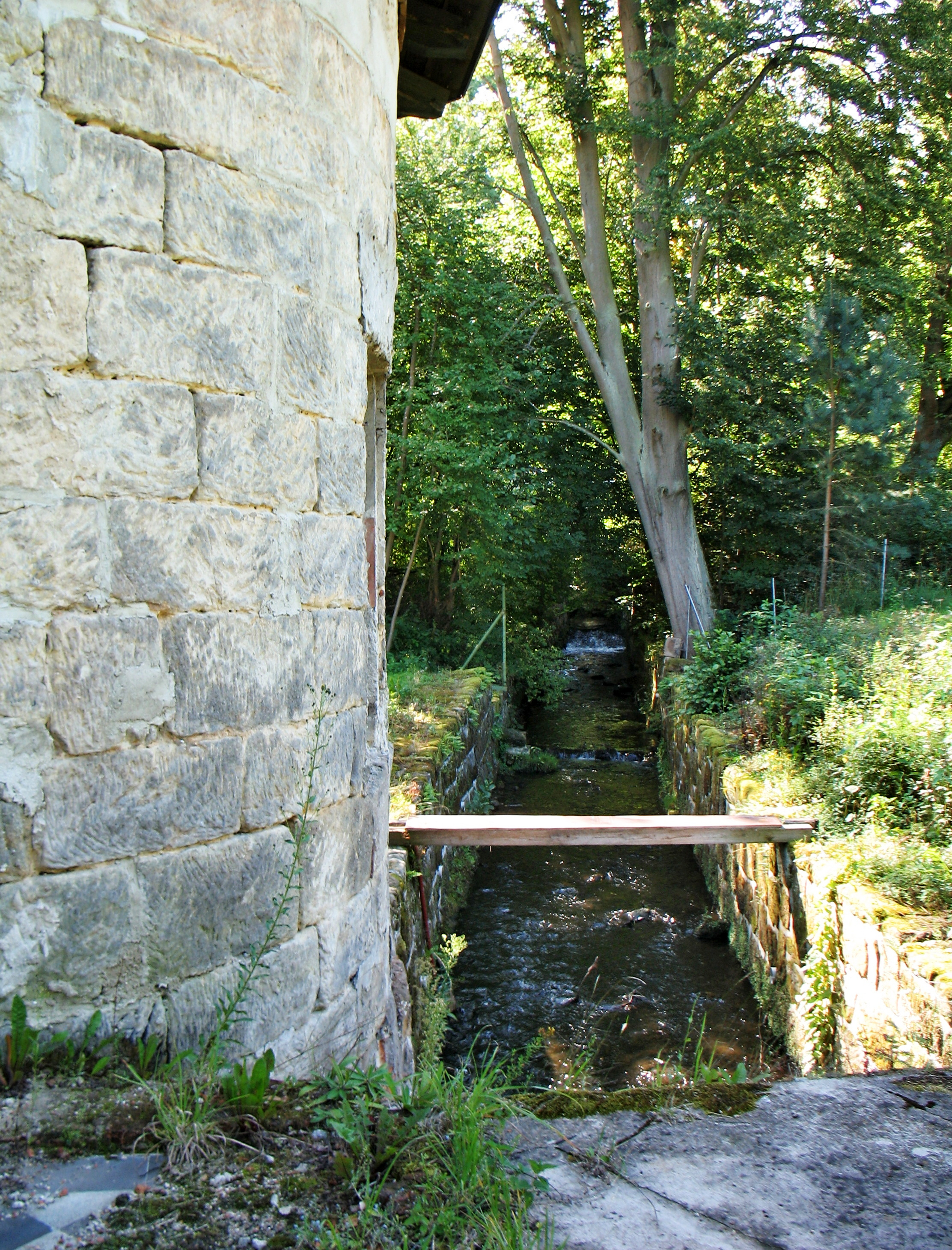
Pohled od kartounky proti proudu k ústí průrvy
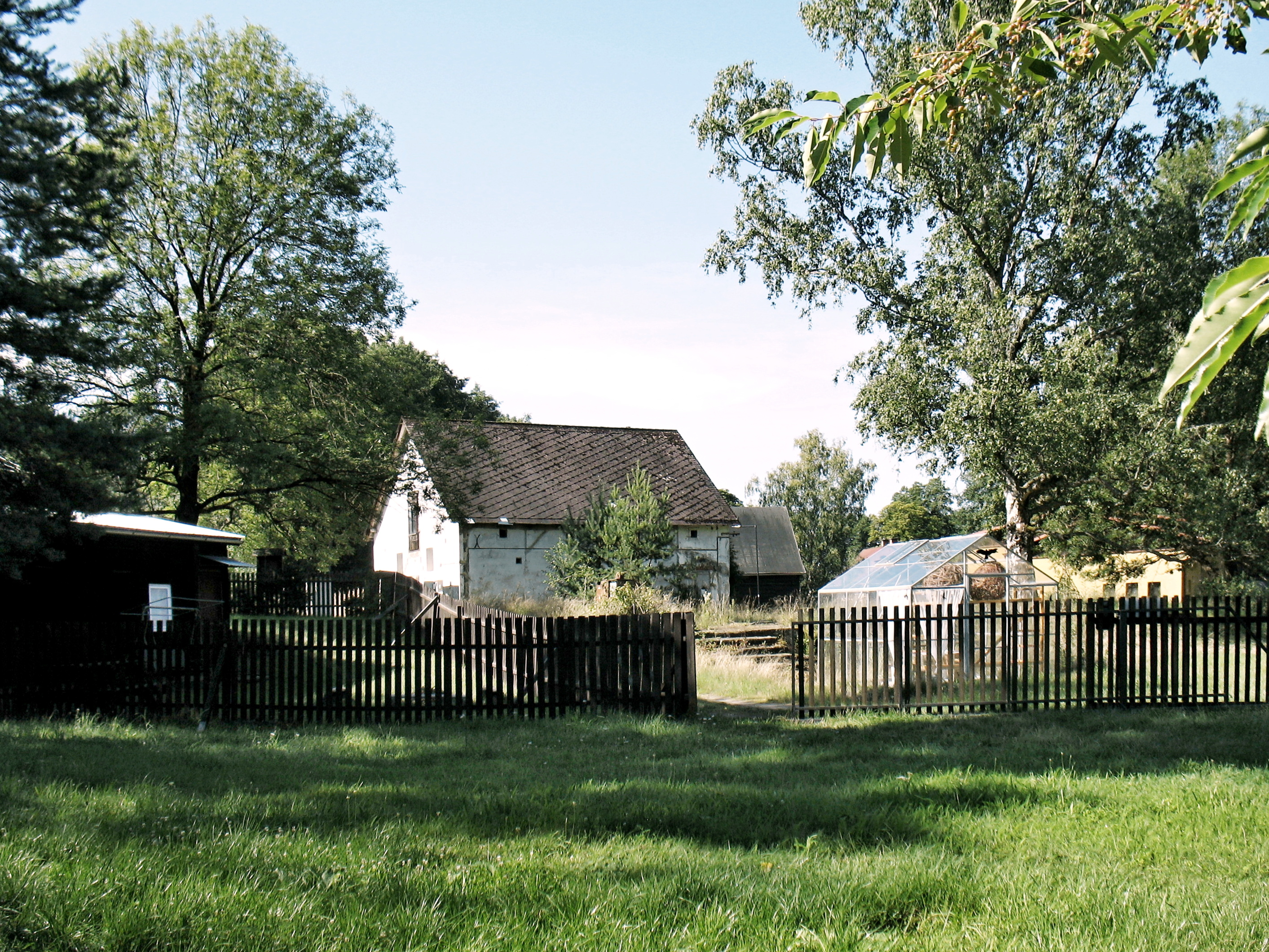
Výhled od kartounky k místu, kde stával mlýn
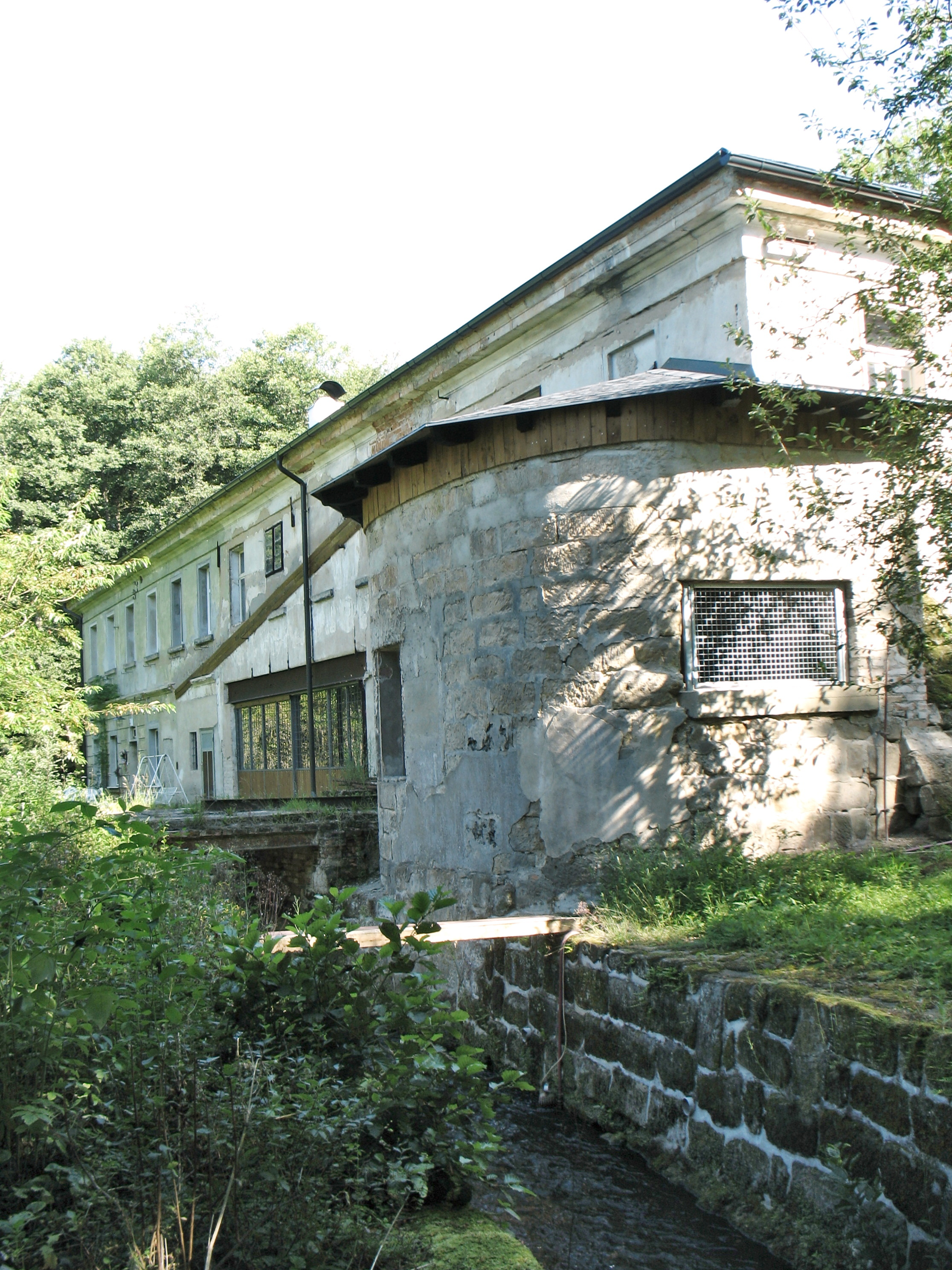
Bývalá kartounka a severní rameno kanálu
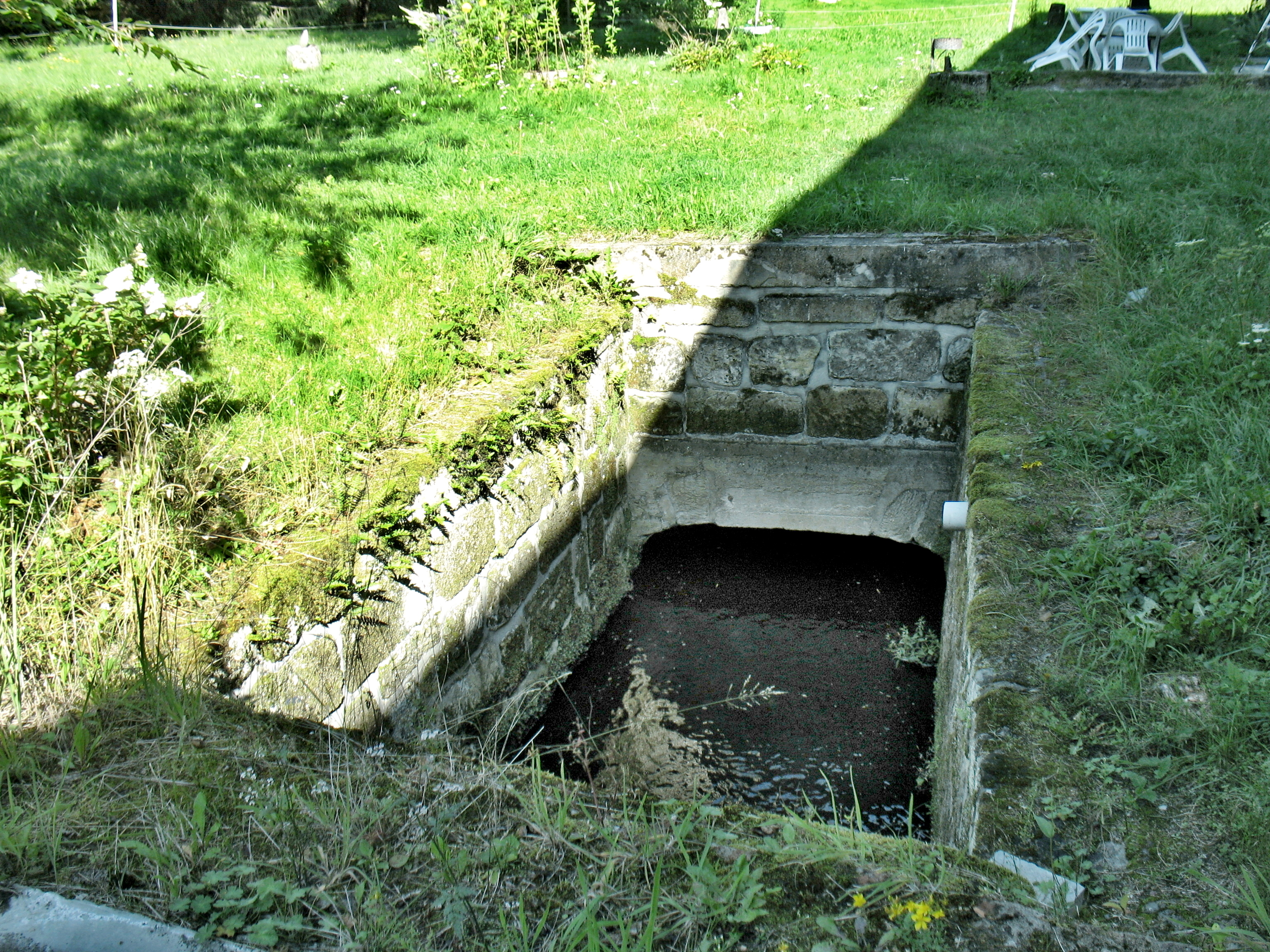
U kartounky se kanál noří pod zem